# Haukur Sigurðsson (biegacz narciarski)
Haukur Sigurðsson (ur. 26 marca 1956) – islandzki biegacz narciarski.
Brał udział w igrzyskach zimowych w 1980, na których reprezentował Islandię w biegu na 15 i 30 km. Na krótszym dystansie zajął 47. miejsce z czasem 47:44,00, natomiast zawodów na 30 km nie ukończył. Był najmłodszym islandzkim biegaczem narciarskim na tych igrzyskach.